# Schloss Amalienborg

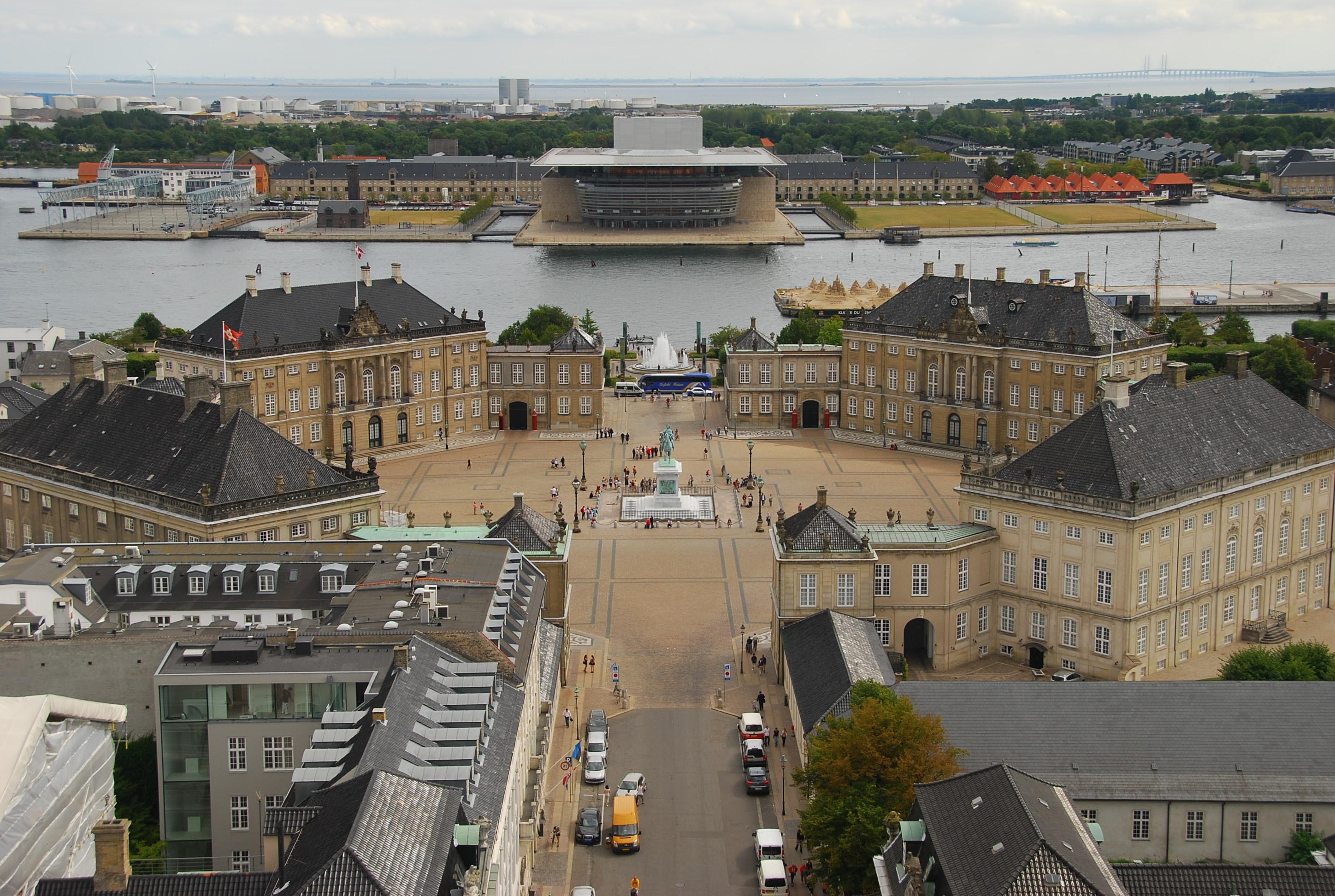
Schloss Amalienborg

Schloss Amalienborg (dänisch Amalienborg Slot [æˈmɛˀljn̩ˌpɒˀ ˈslʌt]) ist die Residenz der Könige von Dänemark in Kopenhagen. Das barocke Bauensemble aus vier Adelspalais wurde 1750 bis 1760 im Auftrag von Friedrich V. nach Entwurf von Nicolai Eigtved um einen achteckigen Platz erbaut, in dessen Mitte sich eine Reiterstatue Friedrichs V. erhebt. Es besteht aus dem Palais Levetzau (Palais Christian VIII.) im Norden, dem Palais Brockdorff (Palais Friedrich VIII.) im Osten, dem Palais Schack (Palais Christian IX.) im Süden und dem Palais Moltke (Palais Christian VII.) im Westen, die seit dem Brand des ersten Schlosses Christiansborg 1794 als Residenz dienen.

## Vorgeschichte der Schlossanlage

### Die erste Amalienborg

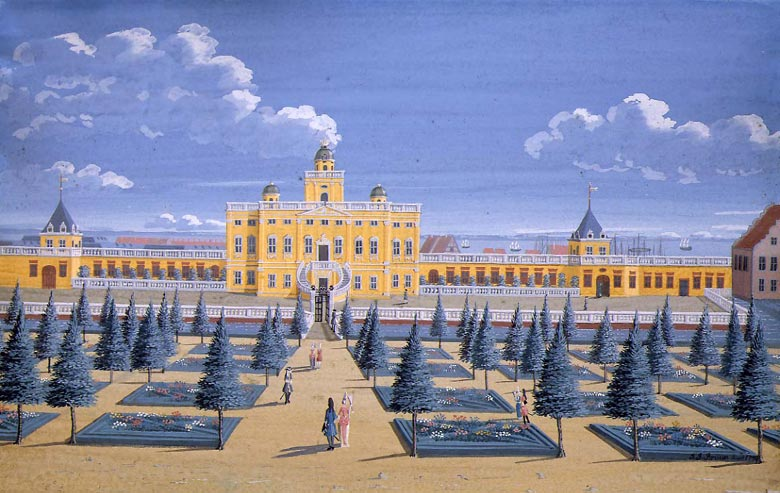
Das Lustschloss der Sophie Amalie von Braunschweig-Lüneburg um 1740

An der Stelle der heutigen Residenz befand sich ursprünglich ein von Friedrich III. 1669 bis 1673 für Sophie Amalie von Braunschweig-Lüneburg erbautes Lustschloss. Der König starb 1670 und erlebte die Fertigstellung des Baus nicht mehr, Sophie Amalie, nach deren zweiten Namen das Schlösschen benannt wurde, lebte dort bis zu ihrem Tod 1685. Der Bau im Stil einer italienischen Barockvilla bestand aus einem „Casino“ mit einem hohen Erdgeschoss, einem Hauptgeschoss und einem niedrigen Zwischengeschoss. Der Hauptflügel hatte ein Flachdach, das mit einer Balustrade abschloss. In der Mitte erhob sich ein Türmchen mit Aussichtsterrasse als „Belvedere“. Heute wird dieser erste Bau zur Unterscheidung der späteren Bebauung auch gelegentlich als Sophie Amalienborg bezeichnet.
Am 19. April 1689 kam es zu einem folgenschweren Brand in einem benachbarten Theatergebäude, der sich auf die Amalienborg ausweitete, das Schloss zerstörte und 171 Menschen das Leben kostete. Unter den Toten befand sich unter anderem der Komponist und Organist Johan Lorentz. Der Bauplatz, der sich innerhalb der Kopenhagener Stadtmauern befand, lag anschließend mehrere Jahre relativ brach. Anfang des 18. Jahrhunderts wurde hier dann unter Friedrich IV. ein kleiner Pavillon inmitten eines französischen Gartens angelegt.

### Bau der vier Stadtpalais

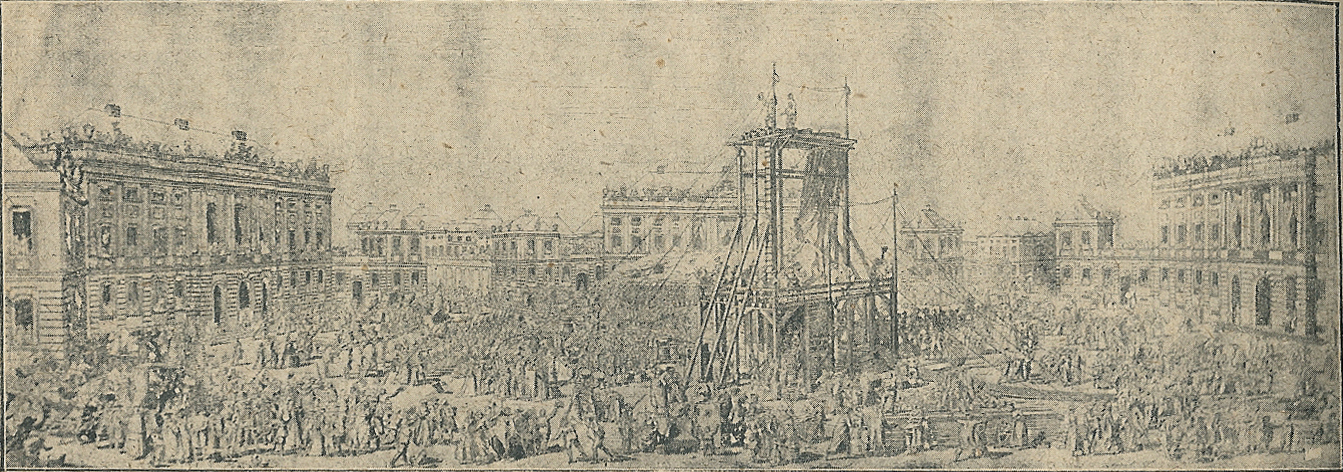
Der Schlossplatz während der Errichtung der Reiterstatue, Zeichnung von 1768

Anlässlich des 300-jährigen Bestehens des Hauses Oldenburg fasste Frederik V. den Plan, das noch immer mittelalterlich geprägte Kopenhagen zu erweitern und ein neues, barockes Stadtviertel nach französischem Vorbild zu gestalten. Mittelpunkt dieser Frederikstaden auf dem Gelände der früheren Amalienborg sollte ein achteckiger, von Adelspalais umgebener Platz mit einer Sichtachse zu einer zentralen Kirche werden, als verantwortlicher Leiter für das Projekt wurde der Hofbaumeister Nicolai Eigtved 1749 verpflichtet.
Um den neuen Stadtteil mit Leben zu füllen, bot der König die Bauplätze verschiedenen adeligen Familien an. Unter der Bedingung, dass die Pläne Eigtveds umgesetzt würden, erhielten die Bauherren 40 Jahre Steuererlass zugesichert. Die Arbeiten begannen 1750. Als erstes Haus wurde das Palais Moltke für Adam Gottlob Moltke 1754 fertiggestellt. Nach dem Tod des Architekten Eigtved im Jahr 1754 stellte der Architekt Laurids de Thurah die drei übrigen Palais fertig. 1757 folgte das Palais der aus Holstein stammenden Gräfin Schack, das ebenfalls auf der Südseite des Platzes liegt und später mit dem Moltke-Palais verbunden wurde. 1760 wurden die Arbeiten an den Häusern des Barons Joachim von Brockdorff und des bereits 1756 verstorbenen Christian Frederik von Levetzau beendet. Die vier Palais wurden, wie damals üblich, nur sporadisch bewohnt, da die adeligen Familien neben den Stadthäusern auch große Residenzen auf dem Land besaßen.
1794 brach im Kopenhagener Stadtschloss Christiansborg ein verheerender Brand aus, der das Gebäude fast vollständig zerstörte und König Christian VII. vorübergehend obdachlos machte. Die Familie Moltke stellte ihr Palais am Amalienborger Platz darauf dem König zur Verfügung, da sie große Besitzungen auf Fünen besaß und auf das Stadthaus nicht zwingend angewiesen war. Nach und nach erwarb das Königshaus die übrigen Häuser hinzu und etablierte ihre Residenz hier. Der Neubau von Schloss Christiansborg wurde dann nur noch für repräsentative Zwecke sowie später für das dänische Parlament und den obersten Gerichtshof genutzt.

## Das heutige Schloss Amalienborg

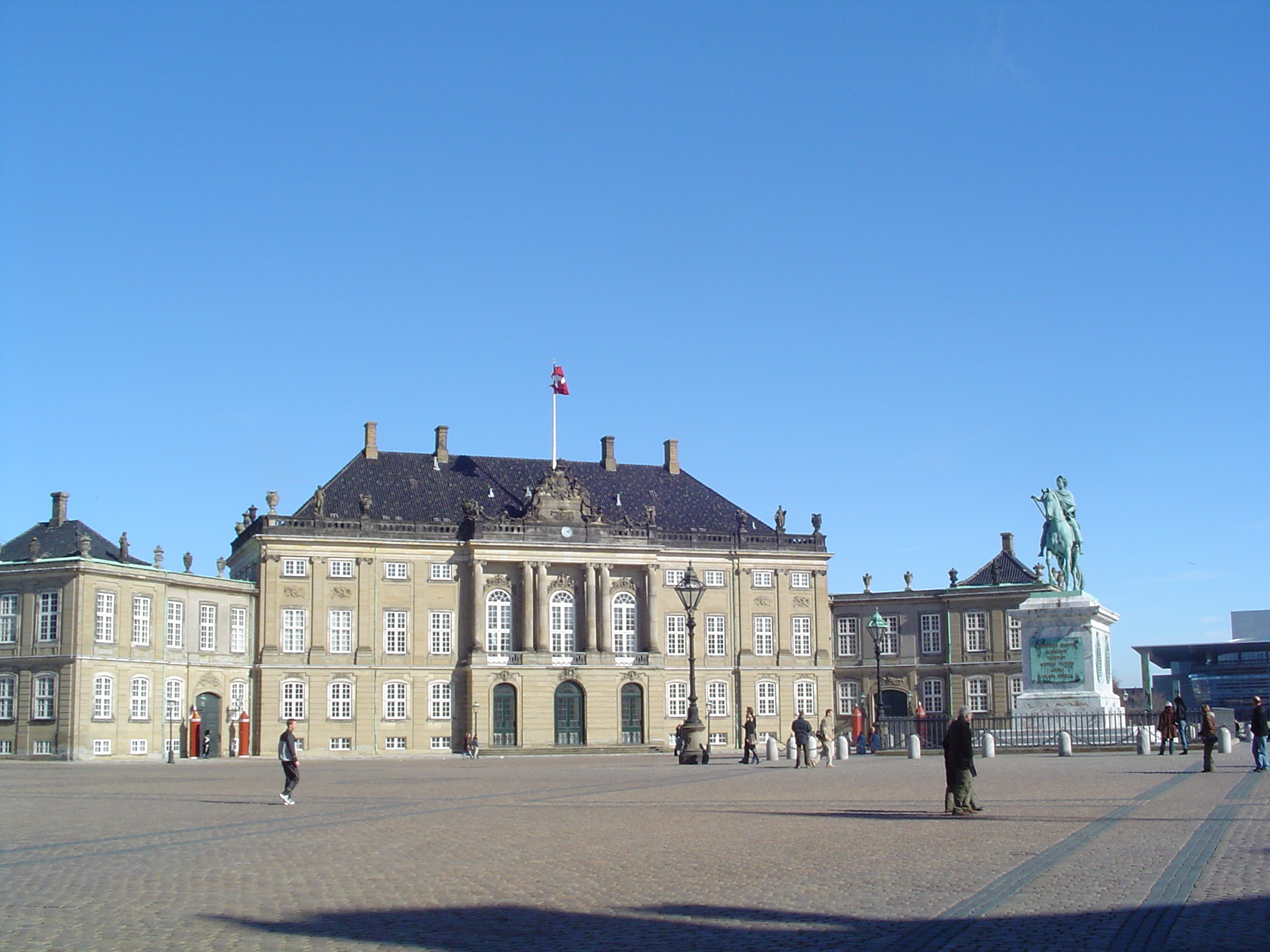
Schloss Amalienborg, Palais Brockdorff und Reiterstandbild Frederik V.

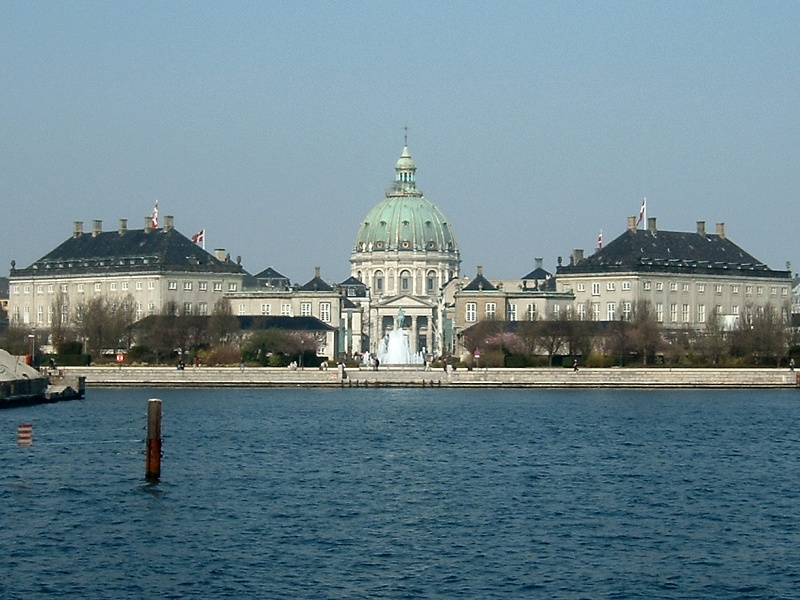
Blick vom Opernhaus auf Schloss Amalienborg: Links das Palais Schack, in der Bildmitte die Marmorkirche, rechts das Palais Brockdorff

Zwei Palais und Marmorkirche

### Beschreibung

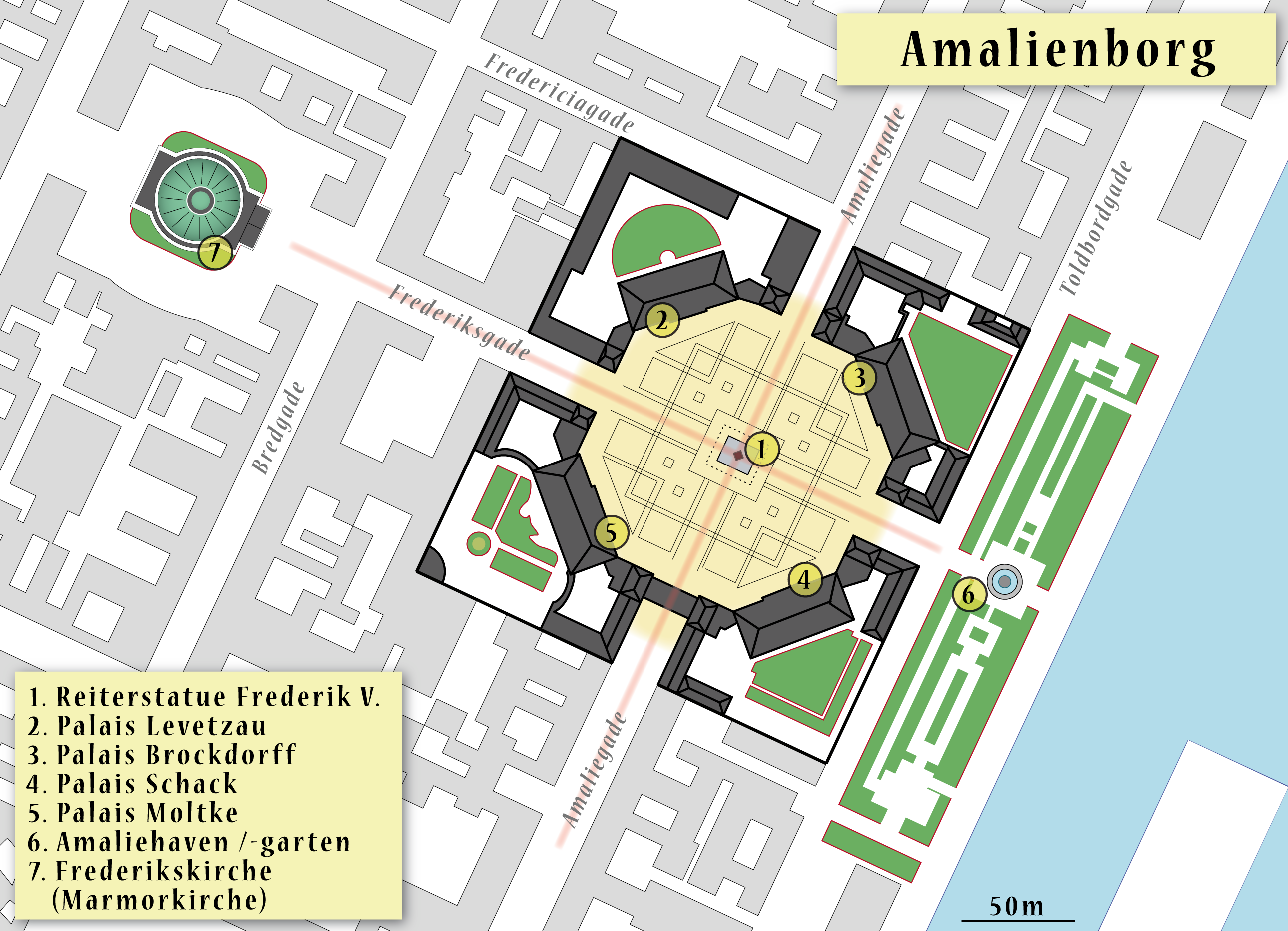
Lageplan der Schlossanlage

Das Ensemble wird durch vier einzelne Palais um einen achteckigen Platz gebildet. Die Häuser wurden ursprünglich als Mittelpunkt eines neuen Stadtviertels für verschiedene dänische Adelsfamilien errichtet und gelangten nach dem Brand des ersten Schlosses Christiansborg 1794 in den Besitz der Königsfamilie. Das Palais Levetzau beherbergt ein Museum, das Palais Moltke kann im Rahmen von Führungen besichtigt werden. Die vier – äußerlich nahezu baugleichen – Palais gruppieren sich um den Amalienborger Schlossplatz, dessen Mittelpunkt die Reiterstatue Friedrichs V. bildet. Das Schloss befindet sich seit 1794 im Besitz der dänischen Königsfamilie, die Anwesenheit des Königs wird durch seine Standarte symbolisiert. Ist die königliche Familie zugegen, findet jeden Tag um 12.00 Uhr die Wachablösung der Leibgarde vor dem Schloss statt.
Alle Palais bestehen aus einem großen, quaderförmigen Mittelbau mit angewinkelten Seitenflügeln und verschiedenen Nebengebäuden, welche ursprünglich als Wirtschaftsgebäude und Remisen dienten. Die Fassaden der Häuser sind mit kolossalen Säulen und Pilastern geschmückt und werden allgemein als Höhepunkt des dänischen Barock betrachtet. Die Palais Moltke und Schack wurden im 19. Jahrhundert durch einen klassizistischen Torbau verbunden, der als repräsentative Durchfahrt zur Amaliegade dient. Die Dachterrasse bot die Möglichkeit, von einem zum anderen Palais zu gelangen, ohne über den öffentlichen Platz gehen zu müssen. Die Grundrisse der Häuser wurden sämtlich gleich entworfen, im Laufe der vergangenen 250 Jahre jedoch den unterschiedlichen Bedürfnissen der Bewohner angepasst und sind heute in jedem Palast leicht unterschiedlich. An den Umbauarbeiten Ende des 18. Jahrhunderts und zu Beginn des 19. Jahrhunderts waren Caspar Frederik Harsdorff und Christian Frederik Hansen beteiligt. Hinter den Palais befinden sich kleine winkelförmige Gartenanlagen, die ursprünglich im französischen Stil angelegt waren.

### Gebäudeensemble

#### Palais Moltke
Das Palais Moltke, auch Palais Christian VII. genannt, war 1754 als erstes der vier Häuser bezugsfertig und wurde von seinem wohlhabenden Erstbesitzer, dem Oberhofmarschall Adam Gottlob Moltke, besonders aufwändig ausgestattet. Der sogenannte Rittersaal des Palais gilt als eine der schönsten Räume des Rokoko in Dänemark. Der winkelförmige Garten hinter dem Palais entspricht weitgehend dem Originalzustand.
Das Palais diente nach dem Brand von Christiansborg ab 1794 Christian VII. als Residenz. Nach seinem Tod wurde es hauptsächlich als Gästehaus der Königsfamilie genutzt, diese Funktion nimmt es noch heute regelmäßig wahr. Die Prunkräume können im Rahmen von Führungen – vorausgesetzt, die Königsfamilie ist abwesend, und es sind keine Staatsgäste im Haus – besichtigt werden.

#### Palais Schack

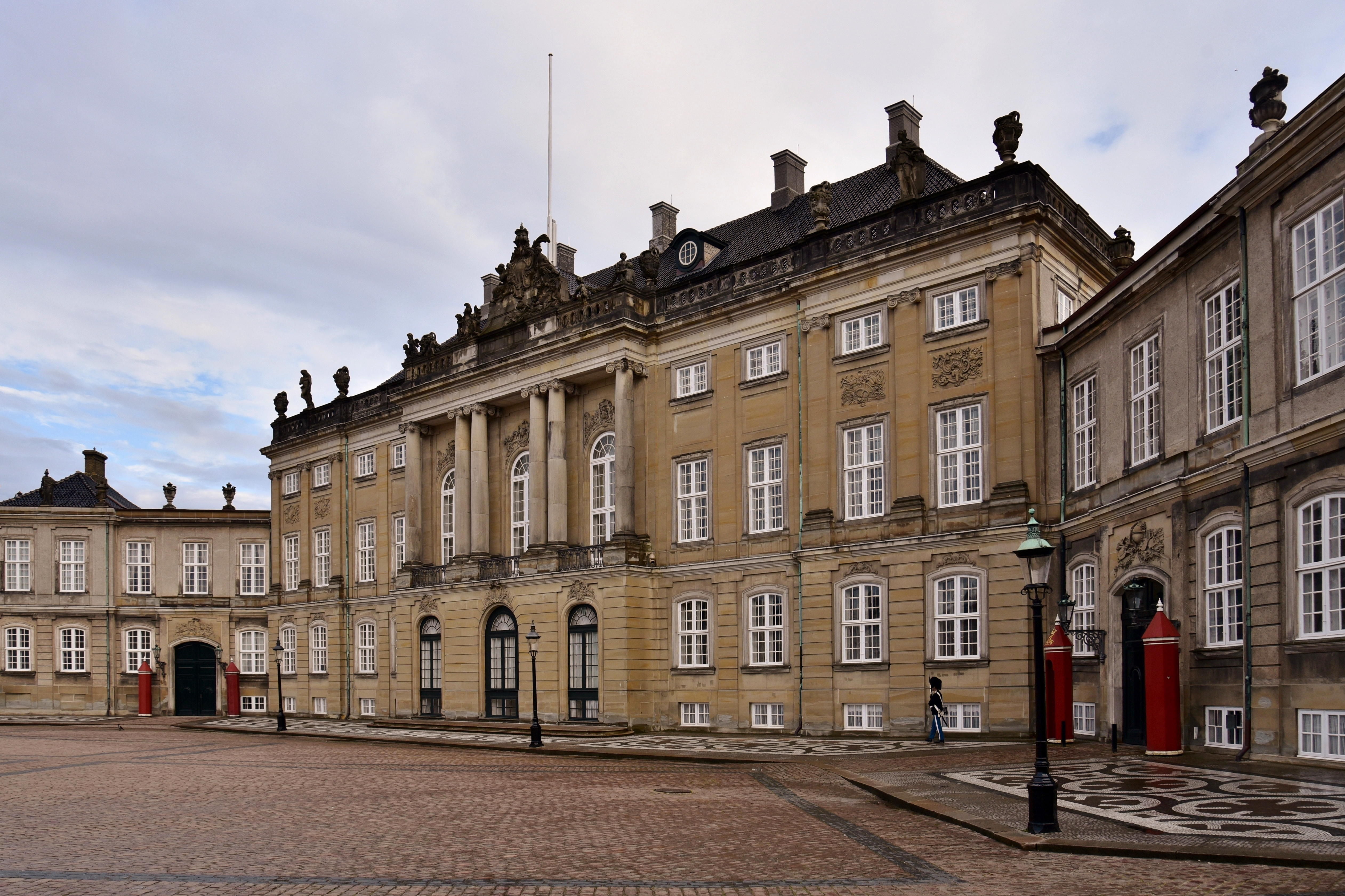
Palais Schack (Christian IX.)

Das Palais Schack, auch Palais Christian IX. genannt, wurde ursprünglich für den norwegischen Adeligen Severin Løvenskiold in Auftrag gegeben, der aber noch vor der Fertigstellung in finanzielle Schwierigkeiten geriet, sodass der Bau 1754 von der Gräfin Anna Sophie Schack erworben und 1757 vollendet wurde. Sie hatte ihn für ihren Stiefsohn, den Lehnsgrafen und späteren Geheimrat Hans Schack erworben, der 1757 die Tochter des Oberhofmarschalls Adam Gottlob Moltke heiratete. Doch ein Brand kurz darauf verzögerte den Bezug um weitere Jahre. Nachdem der Schwiegervater nach Vollendung seines eigenen Palais seine besten Handwerker mit der Fertigstellung der Innenräume des Palais Schack betraut hatte, wurden diese bereits stärker vom neuen Stil Louis-seize beeinflusst als die drei anderen Palais. 
Nach dem Kauf der Moltke- und Schack-Palais durch die königliche Familie im Jahr 1794 wurden diese durch die Kolonnade von Harsdorff verbunden, die Vestibüle in Räume umgewandelt und die Zwischengebäude erhöht. Das Schloss war dann der Wohnsitz des Kronprinzen und (ab 1808) Königs Friedrich VI. und danach von Christian IX., welcher fast 50 Jahre hier lebte. Heute ist dieses Palais der Kopenhagener Wohnsitz der 2024 abgedankten Königin Margrethe II. Das Palais Schack wird von ihr vorzugsweise als Winterresidenz genutzt, hauptsächlich bewohnt sie das außerhalb Kopenhagens gelegene Schloss Fredensborg sowie im Sommer auch einige Wochen Schloss Gravenstein in der Nähe von Sønderborg.

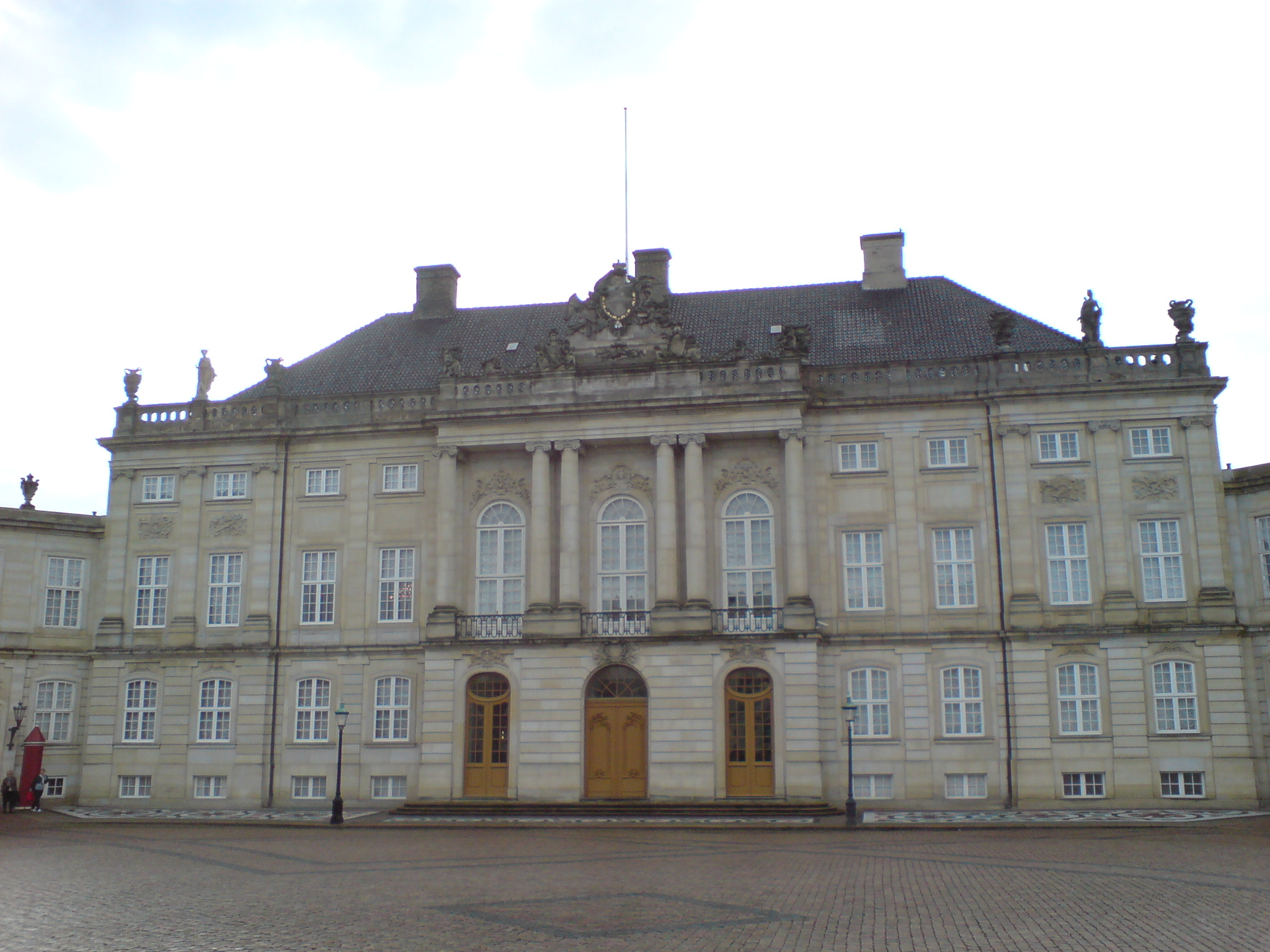
Das Palais Moltke (Christian VII.)

#### Palais Brockdorff
Das Palais Brockdorff, auch Palais Frederik VIII. genannt, wurde 1760 erstmals bezogen und bereits 1765 vom Königshaus erworben, das hier eine Kadettenschule einrichten ließ. Erst ab 1828 wurde das Schloss als Wohnhaus benutzt und diente als Wohnsitz für Friedrich VIII. und später Friedrich IX.
Das Palais beherbergte die Stadtwohnung von Königinwitwe Ingrid, die dort bis zu ihrem Tode im Jahr 2000 lebte. Es wurde in den folgenden Jahren renoviert und zur offiziellen Kopenhagener Residenz des damaligen Thronfolgers und aktuellen Königs Frederik X. und seiner Frau Königin Mary von Dänemark umgebaut.

#### Palais Levetzau
Das Palais Levetzau, auch Palais Christian VIII. genannt, wurde 1760 bezugsfertig. Es wurde 1794 vom Königshaus erworben – die Familie Levetzau verfügte, dass das Familienwappen nicht abgenommen werden dürfte – und diente Christian VIII. und Christian X. als Residenz. Heute befindet sich in dem Schloss ein Museum, das sich dem dänischen Königshaus widmet. Der museale Bestand, dazu gehören beispielsweise die Arbeitszimmer der beiden Könige, wird durch regelmäßig wechselnde Ausstellungen ergänzt. So war hier 2007 unter anderem eine Sammlung der Festkleider Königin Ingrids ausgestellt.

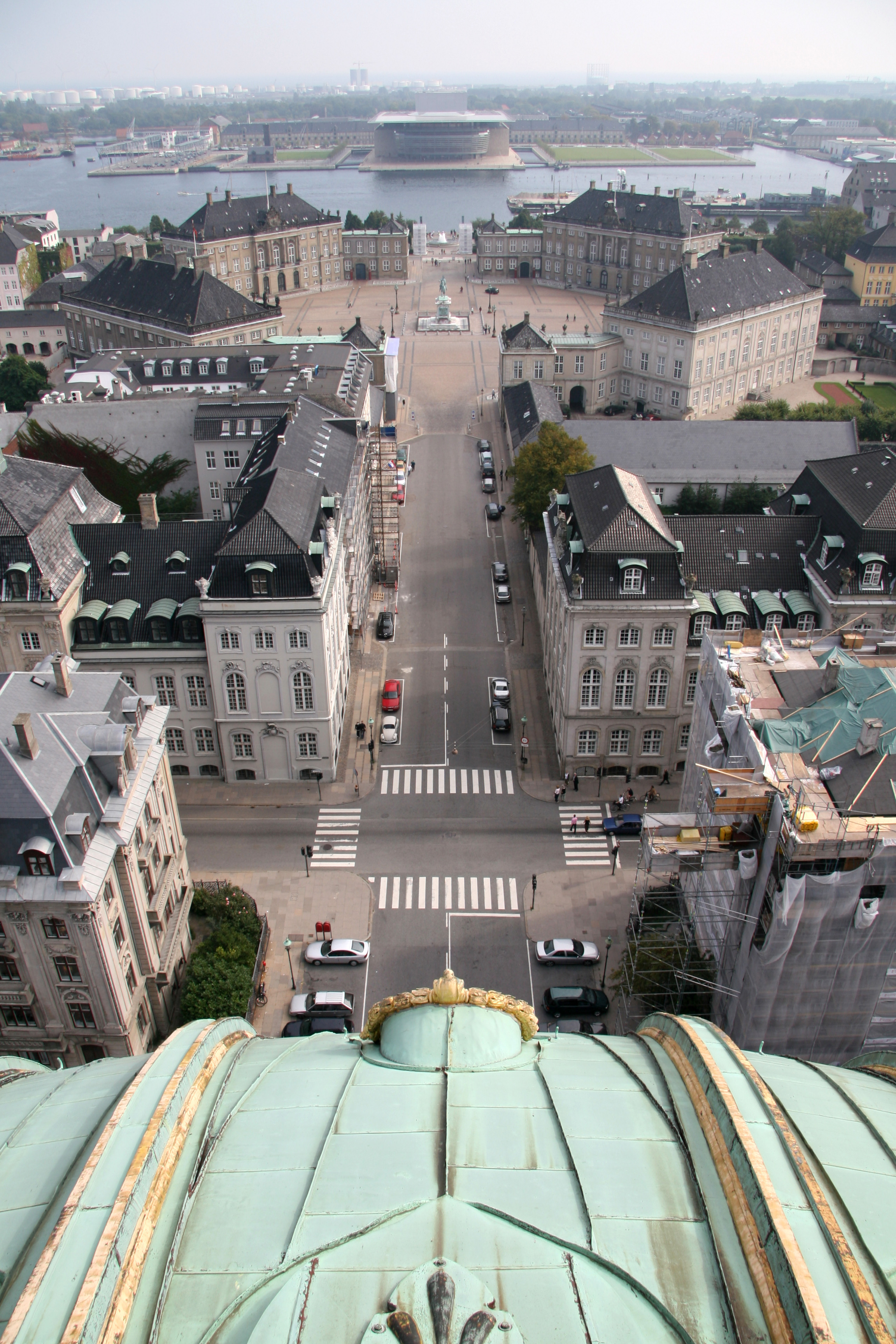
Blick von der Kuppel der Marmorkirche zum Schloss mit der Oper auf der anderen Seite des Hafenbeckens

Über dem Museum befand sich die frühere Stadtwohnung des Thronfolgers Frederik. Heute befindet sich dort die Kopenhagener Wohnung von Joachim und seiner Frau Marie von Dänemark.

## Die Umgebung
Vom Schlossplatz führte eine gerade Sichtachse auf die Frederikskirche, die sogenannte Marmorkirche, zu, die zeitgleich mit dem neuen Stadtteil geplant, jedoch erst knapp 150 Jahre später fertiggestellt wurde. In derselben Flucht, auf der anderen Seite des Hafenbeckens, befindet sich der Bau der 2005 eingeweihten neuen Königlichen Oper.
Zwischen dem Schlossbereich und der Hafenanlage liegen die Grünanlagen Amaliehave, eine Schenkung des Reeders A. P. Møller an die Stadt Kopenhagen.